# Вероника теневая
Вероника тенистая, или Вероника теневая (лат. Veronica umbrosa) — многолетнее травянистое растение, вид рода Вероника (Veronica) семейства Подорожниковые (Plantaginaceae).

## Распространение и экология
Кавказ, в особенности причерноморская часть до Сухуми на юг, реже по Кубани и её притокам, отдельные местонахождения — по Куме, Тереку и в прикаспийской части Дагестана, а также на Донецком кряже.
Произрастает в тенистых лесах, преимущественно буковым и дубовым, в средней части гор.

## Ботаническое описание
Корни мочковатые. Стебли высотой 10—40 см, лежачие, укореняющиеся; плодущие — восходящие, голые или рассеянно опушённые, тонкие, слегка угловатые, иногда красноватые.
Листья сидячие или на коротких черешках, широкие, яйцевидные до продолговатых, тупые или слабо заострённые. Средние листья длиной 10—30 мм, шириной 4—15 мм, расставленно пильчатые, у основания цельнокрайные, голые или скудно опушенные. Верхние — ланцетные, неглубоко пильчатые или цельнокрайные.
Кисти пазушные, чередующиеся, многоцветковые, рыхлые, длинные; цветоножки в 2—3 раза превышают по длине чашечку, нитевидные, при плодах горизонтально отклонённые. Прицветники яйцевидные, цельные. Чашечка четырёхраздельная, с продолговато-ланцетными или продолговатыми, почти равными острыми долями; венчик диаметром 6—15 мм, беловатый, с тёмными жилками, синий или розовый, превышает чашечку.
Коробочка значительно короче чашечки, скрыта в ней, на верхушке слабо выемчатая, сплюснутая, с шириной, превышающей длину, у основания усечённая, железистоопушенная. Семена двояковыпуклые или плоско-выпуклые, крупные, по 2—5 в гнезде.

## Таксономия
Вид Вероника тенистая входит в род Вероника (Veronica) семейства Подорожниковые (Plantaginaceae) порядка Ясноткоцветные (Lamiales).
|  |                                      |  |                                                             |                                                             |                          |  | ещё 21 семейство (согласно Системе APG II) | ещё 21 семейство (согласно Системе APG II) |                       |  |  |  | ещё от 300 до 500 видов |
|  |                                      |  |                                                             |                                                             |                          |  | ещё 21 семейство (согласно Системе APG II) | ещё 21 семейство (согласно Системе APG II) |                       |  |  |  | ещё от 300 до 500 видов |
|  |                                      |  |                                                             | порядок Ясноткоцветные                                      |                          |  |                                            |                                            | род Вероника          |  |  |  |                         |
|  |                                      |  |                                                             | порядок Ясноткоцветные                                      |                          |  |                                            |                                            | род Вероника          |  |  |  |                         |
|  | отдел Цветковые, или Покрытосеменные |  |                                                             |                                                             | семейство Подорожниковые |  |                                            |                                            | вид Вероника тенистая |  |  |  |                         |
|  | отдел Цветковые, или Покрытосеменные |  |                                                             |                                                             | семейство Подорожниковые |  |                                            |                                            |                       |  |  |  |                         |
|  |                                      |  | ещё 44 порядка цветковых растений (согласно Системе APG II) | ещё 44 порядка цветковых растений (согласно Системе APG II) |                          |  |                                            | ещё 90 родов                               | ещё 90 родов          |  |  |  |                         |
|  |                                      |  |                                                             | ещё 44 порядка цветковых растений (согласно Системе APG II) |                          |  |                                            |                                            | ещё 90 родов          |  |  |  |                         |